# 莱斯莉·克利夫
莱斯莉·克利夫（英語：Leslie Cliff，1955年3月11日—），加拿大女子游泳运动员。她曾代表加拿大参加1972年夏季奥林匹克运动会游泳比赛，获得女子400米个人混合泳银牌。